# Muhammadabad
Muhammadabad là một thị xã và là một nagar panchayat của quận Mau thuộc bang Uttar Pradesh, Ấn Độ.

## Địa lý
Muhammadabad có vị trí 25°38′B 83°45′Đ / 25,63°B 83,75°Đ Nó có độ cao trung bình là 61 mét (200 feet).

## Nhân khẩu
Theo điều tra dân số năm 2001 của Ấn Độ, Muhammadabad có dân số 21.385 người. Phái nam chiếm 52% tổng số dân và phái nữ chiếm 48%. Muhammadabad có tỷ lệ 61% biết đọc biết viết, cao hơn tỷ lệ trung bình toàn quốc là 59,5%: tỷ lệ cho phái nam là 67%, và tỷ lệ cho phái nữ là 53%. Tại Muhammadabad, 20% dân số nhỏ hơn 6 tuổi.